# Lee megye (Alabama)
Lee megye az Amerikai Egyesült Államokban, azon belül Alabama államban található. Alabama kelet-középső részén található Lee megyében két alabamai kormányzó élt : William J. Samford és Forrest "Fob" James . A megyében található Alabama állam két legnagyobb felsőoktatási intézményének egyike: az Auburn Egyetem . A megyét egy választott hattagú bizottság irányítja, és nyolc bejegyzett közösséget foglal magában, bár csak négy található teljes egészében Lee megye határain belül. Megyeszékhelye Opelika, legnagyobb városa Auburn. Lakosainak száma 174 241 fő (2020. április 1.). Lee megye Chambers, Harris, Muscogee, Russell, Macon és Tallapoosa megyékkel határos.

## Történet
Lee megyét Alabama törvényhozása 1866. december 5-én hozta létre. Az a föld, amely végül Lee megyévé vált, a Creek indiánok által az Egyesült Államoknak adott földterületet az 1832-es cussetai szerződésben adta át . Lee megyét Macon , Russell , Chambers és Tallapoosa megyékből kimetszett földekből hozták létre . Lee megyét Robert E. Lee konföderációs tábornok tiszteletére nevezték el. A legkorábbi telepesek Georgiából, a Carolinából és Virginiából érkeztek a területre. Az első városok közé tartozott Opelika, Auburn, Salem és Loachapoka . A második világháború alatt a Lee megyei Opelika tábor egyike volt annak a négy nagy alabamai hadifogolytábornak , amelyekben többnyire Afrikában és Európában fogságba esett német katonák tartózkodtak. A tábor azután ideiglenes lakhelyül szolgált a visszatérő katonáknak, mielőtt a területet ipari telephellyé alakították át az 1950-es években.
Az eredetileg Russell megyében található Opelika alapításakor Lee megye megyeszékhelye volt. Az első bírósági épületet 1867-ben építtette itt a korábban rabszolgaságban élő és neves hídépítő Horace King . A kétszintes, téglaépület a megyei bíróság épületeként működött egészen addig, amíg 1896-ban az utca túloldalán az eredeti szerkezettel szemben egy második bíróság épült, amelyet végül lebontottak. Az 1896-os bíróság számos felújításon esett át az első építés óta, és továbbra is Lee megye megyei bíróságaként szolgál.

## Népesség
A 2020-as népszámlálási becslések szerint Lee megye lakossága 163 461 volt. A válaszadók 69,7 százaléka fehérnek, 22,7 százaléka afroamerikainak, 4,4 százaléka ázsiainak, 3,7 százaléka spanyolajkúnak, 2,3 százaléka két vagy több rasszúnak, 0,2 százaléka amerikai indiánnak vallotta magát. Lee megye legnagyobb városa Auburn, lakossága 65 508 fő. További jelentős lakossági központok közé tartozik Phenix City (részben Lee megyében), Smiths Station és Opelika. A háztartások mediánjövedelme 52 930 dollár volt, szemben az állam egészének 52 035 dollárjával, az egy főre jutó jövedelem pedig 28 804 dollár volt, szemben az állam egészének 28 934 doll
A megye népességének változása:
| Lakosok száma | 140 850 | 143 869 | 147 808 | 150 933 | 156 993 | 174 241 |
|               | 2010    | 2011    | 2012    | 2013    | 2015    | 2020    |

## Gazdaság
Mint Alabama megyéinek többsége, Lee megyében is a mezőgazdaság volt az uralkodó foglalkozása egészen a huszadik századig. A megye fő mezőgazdasági terméke a gyapot , a kukorica és a szarvasmarha . A Chattahoochee folyó és a georgiai piacok közelsége miatt azonban a hajózás és más szállítási módok is fontos részei voltak Lee megye gazdaságának a XIX. és a XX. században. Lee megye első jelentős iparága az 1900-ban megnyílt Opelika Cotton Mill volt. Az 1940-es években az ipari fejlődés megnövekedett, miután a Chattahoochee és a Tallapoosa folyókon gátak építése biztosította a terület vízenergiáját. Az elmúlt évtizedekben a gazdaság a szolgáltatások és az ipar felé tolódott el. Az Auburn Egyetem otthonaként Lee megyét Alabama állam oktatási központjaként is ismerik.

## Foglalkoztatás
A 2020-as népszámlálási becslések szerint Lee megyében a munkaerő a következő ipari kategóriák között oszlik meg:
```
Oktatási szolgáltatások, valamint egészségügyi és szociális segélyek (31,3 százalék)
Feldolgozóipar (12,9 százalék)
Kiskereskedelem (10,2 százalék)
Szakmai, tudományos, gazdálkodási, valamint adminisztratív és hulladékgazdálkodási szolgáltatások (9,4 százalék)
Művészetek, szórakoztatás, rekreáció, valamint szállás- és étkezési szolgáltatások (9,0 százalék)
Pénzügy és biztosítás, valamint ingatlan, bérbeadás és lízing (6,8 százalék)
Építőipar (5,3 százalék)
Egyéb szolgáltatások, kivéve a közigazgatást (4,3 százalék)
Közigazgatás (3,9 százalék)
Szállítás és raktározás, valamint közművek (3,7 százalék)
Nagykereskedelem (1,4 százalék)
Információ (1,2 százalék)
Mezőgazdaság, erdőgazdálkodás , halászat és vadászat , valamint kitermelő (0,6 százalék)
```

## Oktatás
A Lee megyei iskolakörzetnek 14 általános és középiskolája van. Az Auburn City Schoolsnak 13 általános és középiskolája van, az Opelika City Schoolsnak pedig nyolc általános és középiskolája van. Az Auburnben található Auburn Egyetem az egyik legnagyobb felsőoktatási intézmény az államban. Az egyetem alap- és posztgraduális diplomát is kínál. A Southern Union State Community College campusokkal rendelkezik mind Opelikában, mind Valleyben, és kétéves művészeti és tudományi programokat, valamint műszaki és szakmai diplomákat kínál.

## Földrajz
A valamivel több mint 600 négyzetmérföldes Lee megye Alabama kelet-középső részén, az Alabama-Georgiai határ mentén található. A megye északi fele a piemonti fiziográfiai szakasz része, míg a megye déli része a parti síkság fiziográfiai szakaszának része . Egyes források a megyét Alabama Fekete Övének keleti részébe helyezik , mások azonban nem. Loblolly és rövidlevelű fenyvesek tarkítják a megye táját. A megye északon Chambers megyével, keleten Georgia állammal, délen Russell megyével, nyugaton Macon és Tallapoosa megyével határos.
A Chattahoochee folyó és mellékfolyói a megye keleti felén folynak, a Tallapoosa folyó és mellékfolyói pedig az egész nyugati felében. A folyók együtt számos festői kilátást, valamint rekreációs és gazdasági lehetőséget biztosítanak a Lee megye látogatói és polgárai számára.
Az Interstate 85 Lee megye egyik fő közlekedési útvonala, délnyugat-északkelet irányú. Az US 280 és US 431 délkelet-északnyugat irányban halad át a megye nagy részén, és Opelikánál kettéválik, ahol 431 észak felé, 280 pedig északnyugat felé halad tovább. Az Auburn Egyetem regionális repülőtere Lee megye egyetlen nyilvános repülőtere .

## Események és látnivalók
Számos kikapcsolódási lehetőség kínálkozik Lee megyébe látogatók számára. Az auburni Chewacla Állami Park 696 hektárnyi gyalogos és kerékpáros ösvényt, valamint éjszakai kempingeket és bérelt kabinokat kínál, amelyeket a Civilian Conservation Corps épített az 1930-as években. A park egy 26 hektáros tóval is büszkélkedhet úszásra, horgászatra és csónakázásra, valamint teniszpályákkal, játszótérrel és piknikezőhelyekkel. Az Auburn Egyetem campusán található Donald E. Davis Arborétum 150 különböző, Alabamában és a délkeleti részén őshonos fafajnak ad otthont. Az arborétum egy sétaútvonalat tartalmaz a fák között, valamint egy útmutatót, amely segít azonosítani a különböző fajokat. A Louise Kreher Forest Ecology Preserve, amelyet az Auburn University School of Forestry and Wildlife Sciences üzemeltet, az egyetemtől északra található. A 110 hektáros természetvédelmi terület számos sétaútvonalat, valamint vizes élőhelyet és pillangókert tartalmaz. Lee megyében további szabadtéri rekreációs lehetőségek közé tartozik a Kiesel Park, a Lee megyei nyilvános horgásztó és a Saugahatchee-tó Opelikában.
Az Auburn Egyetem Jule Collins Smith Szépművészeti Múzeuma nyolc galériában állandó amerikai és európai művészeti gyűjteménynek ad otthont, és ajándékboltot, éttermet, nézőteret és formális kerteket foglal magában. A múzeum egész évben számos oktatási programot kínál minden korosztály számára. A Loachapokában található Pioneer Park számos történelmi építményt tartalmaz, amelyek Lee megye tizenkilencedik századi történelméhez és kultúrájához kapcsolódó tárgyakat és emléktárgyakat mutatnak be. A terület a minden év októberében megrendezett Lee megyei történelmi vásár helyszíne. Az opelikai Kelet-Alabamai Múzeum több mint 5000 műtárgyat őriz a tizenkilencedik és a huszadik századból. Pebble Hill (1846), más néven Scott-Yarbrough House, egy történelmi otthon, amely szerepel a történelmi helyek nemzeti nyilvántartásában; ez és modern melléképülete ad otthont az Auburn Egyetem Caroline Marshall Draughon Művészeti és Bölcsészeti Központjának. Lee megye egyéb kulturális látnivalói közé tartozik a Jonathan B. Lovelace Hall of Honor Auburnben és az Opelika Performing Arts Series, amely olyan eseményeknek ad otthont, mint a Broadway turnék, valamint nemzetközi és nemzeti szimfonikus zenekarok és operatársulatok.
Lee megyében számos történelmi látnivaló található. A Loachapoka Historic District és a Northside Historic District of Opelika számos otthont és épületet tartalmaz, amelyek szerepelnek a Történelmi Helyek Nemzeti Nyilvántartásában. December közepén a látogatók önálló és vezetett túrákon vehetnek részt a történelmi Opelikában, ahol több mint 45 otthon szolgál hátterül a város viktoriánus tornáca túra egyedülálló ünnepi díszeihez. Lee megye további történelmi látnivalói közé tartozik a századforduló Salem-Shotwell fedett hídja, az 1896-os Lee megyei bíróság és az Auburn-i Tiger Trail, amely az Auburni Egyetem legnagyobb sportolóit és edzői elött tiszteleg. A Grand National golfkomplexum az opelikai Saugahatchee-tavon a Robert Trent Jones Golf Trail része . Waverly városa , amely részben Chambers és Tallapoosa megyékben található, ad otthont a regionálisan népszerű Old 280 Boogie zenei és művészeti fesztiválnak, amely minden ősszel és tavasszal zajlik. A helyi Standard Deluxe Inc. nyomda ad otthont, amely egész évben kisebb zenei eseményeket is szponzorál Waverlyben.